# Lucie Chevalley
Lucie Chevalley (França, 1882) va ser la fundadora d'Aide Aux Emigrants (ajuda als emigrants), coneguda com un dels ajuts internacionals que proporciona serveis als refugiats a França. Va dedicar la seva vida a servir organitzacions humanitàries i ajudar els refugiats. Va passar dècades ajudant refugiats al seu país, França, i també a Europa. També va treballar com a membre del Consell Estatal francès per a refugiats i apàtrides. L'estiu de 1942 va treballar per salvar vides i va establir una organització underground anomenada Entraide Temporaire (Assistència Mútua Temporal) i va treballar dia i nit per salvar la vida de 500 nens jueus.

## Premis
- 1965: Premi Nansen pels Refugiats